# República Checa en los Juegos Olímpicos de Nagano 1998
La República Checa estuvo representada en los Juegos Olímpicos de Nagano 1998 por un total de 61 deportistas que compitieron en 9 deportes.  
El portador de la bandera en la ceremonia de apertura fue el esquiador de fondo Lubomír Buchta.

## Medallistas
El equipo olímpico checo obtuvo las siguientes medallas:
| Nombre              | Deporte            | Competición         |
| ------------------- | ------------------ | ------------------- |
| Oro                 |                    |                     |
| Equipo              | Hockey sobre hielo | Torneo M            |
| Plata               |                    |                     |
| Kateřina Neumannová | Esquí de fondo     | 15 km F             |
| Bronce              |                    |                     |
| Kateřina Neumannová | Esquí de fondo     | Persecución 15 km F |